# Bo Burnham: Inside
Bo Burnham: Inside é um especial musical de 2021 escrito, dirigido, filmado, editado e interpretado pelo comediante americano Bo Burnham. Criado na casa de hóspedes da casa de Burnham em Los Angeles durante a pandemia de COVID-19, sem equipe ou audiência, foi lançado na Netflix em 30 de maio de 2021. Apresentando uma variedade de músicas e esquetes sobre sua vida cotidiana dentro de casa, retrata a deterioração da saúde mental de Burnham, explora temas de performatividade e sua relação com a internet e o público que ela o ajudou a alcançar, e aborda tópicos como mudanças climáticas e movimentos sociais. Outros segmentos discutem atividades online, como chamadas de FaceTime com a mãe, postagem no Instagram, sexting, e livestream de videogames.
Inside segue o especial anterior de comédia stand-up de Burnham, Make Happy (2016), que o levou a parar de se apresentar quando começou a ter ataques de pânico no palco durante a turnê do especial. Um álbum de canções do especial, Inside (The Songs), foi lançado digitalmente em 10 de junho de 2021. O especial recebeu aclamação universal, com críticos elogiando sua música, direção, fotografia, edição e apresentação da vida durante a pandemia de COVID-19. Os críticos notaram que o especial incorpora uma variedade de formas de arte, incluindo música, trechos de comédia stand-up e metacomentários, descrevendo-o como uma combinação de comédia, drama, documentário e teatro. Por Inside, Burnham recebeu um Peabody Award, Emmy Awards de Melhor Direção para um Especial de Variedades, Melhor Direção Musical e Melhor Roteiro para um Especial de Variedades, e o Grammy de Melhor Canção Escrita para Mídia Visual por "All Eyes on Me".
No aniversário de um ano do lançamento do especial, Burnham publicou The Inside Outtakes, um vídeo de uma hora no YouTube com cenas não utilizadas, músicas não utilizadas, cenas de bastidores e tomadas alternativas do especial. Um álbum de luxo incluindo esses outtakes, Inside (Deluxe), foi lançado em 3 de junho de 2022.

## História

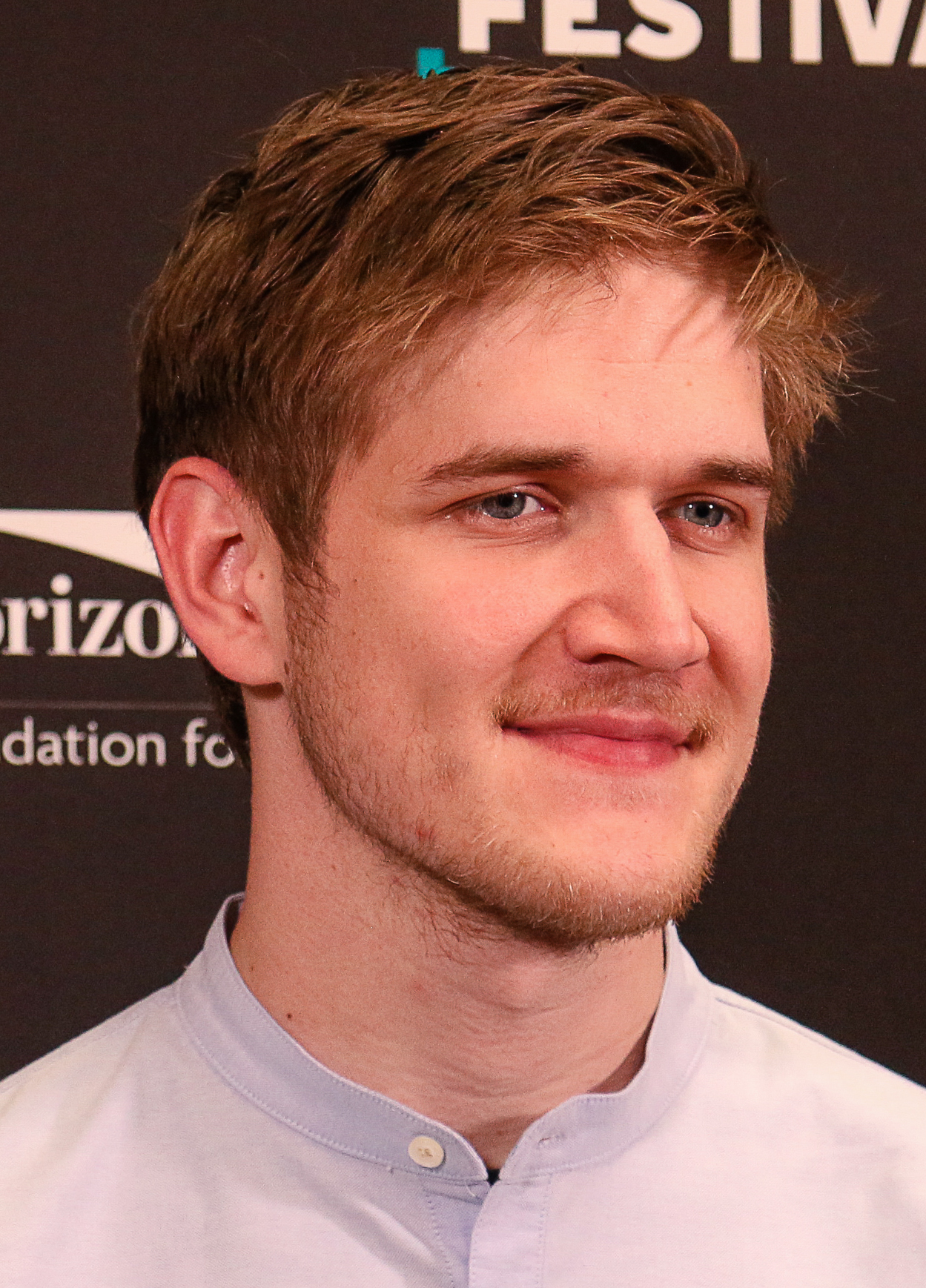
Bo Burnham em 2018

Bo Burnham é um comediante musical americano que ganhou fama postando vídeos no YouTube a partir de 2006. Depois que essas músicas foram adaptadas para seu primeiro álbum autointitulado (2009), ele realizou três turnês de stand-up, as duas primeiras lançadas como álbuns e as duas últimas como performances gravadas: Words Words Words (2010), What. (2013), e Make Happy (2016). Durante a turnê de Make Happy, Burnham começou a ter ataques de pânico no palco. Nos anos seguintes, ele escreveu e dirigiu Eighth Grade (2018) e estrelou em Promising Young Woman (2020).

## Sinopse
Incapaz de sair de casa, Burnham se apresenta em um único cômodo. Ele dá atualizações periódicas sobre o passar do tempo enquanto trabalha no especial, com cabelo e barba crescendo ao longo da obra. Depois de cantar "Content" e satirizar comediantes brancos em "Comedy", ele encontra motivação para começar a fazer o especial. Ele canta "FaceTime with My Mom (Tonight)", uma música sobre as frustrações de fazer chamadas através do FaceTime com sua mãe. Ele canta "How the World Works" para ensinar as crianças sobre a natureza, mas um personagem fantoche começa a cantar sobre o genocídio histórico e a exploração dos trabalhadores, antes de criticar Burnham por apenas tentar ajudar para sua própria glorificação.
Em uma paródia de um consultor de marca de produto, Burnham fala sobre empresas que praticam virtudes morais e depois canta “Instagram da Mulher Branca” sobre tropos do Instagram. Em formato stand-up, ele questiona a necessidade de cada indivíduo expressar suas opiniões. Burnham grava um vídeo de reação a "Unpaid Intern", sua breve canção sobre a descartabilidade de estágios não remunerados, mas começa a reagir a um loop aninhado de seu comentário. Ele então canta "Bezos I", que elogia Jeff Bezos dissimuladamente.
Burnham canta sobre sexting em uma música de mesmo nome antes de parodiar o vídeo de agradecimento de um Youtuber enquanto segura uma faca. Ele canta "Look Who's Inside Again" e "Problematic", esta última abordando comportamentos de seu passado dos quais ele se arrepende. Ele fala com o espectador minutos antes de completar 30 anos, revelando que esperava terminar o especial antes desta data; ele então canta "30", lamentando seu envelhecimento. A música termina com ele afirmando que cometerá suicídio quando tiver 40 anos, mas depois pede aos espectadores que não se matem, apesar de confessar que gostaria de morrer temporariamente. Essa conversa anti-suicídio é projetada em sua camiseta enquanto ele a assiste mais tarde.
Num intervalo, Burnham limpa a câmera. Ele pergunta retoricamente ao público o que eles acham do especial em "Don't Wanna Know". Parodiando um streamer de videogame, ele comenta um jogo que consiste em ele mesmo chorando em seu quarto. Isto é seguido pela ironicamente otimista "Shit", sobre um episódio depressivo, e uma descrição de sua saúde mental em "All Time Low". Em “Welcome to the Internet”, ele atua como um guia turístico maligno da internet, oferecendo ao espectador diversos tipos de conteúdo, do otimista ao mórbido, para interagir indefinidamente.
Depois de declarar que nunca terminará o especial porque não terá nada para distraí-lo, Burnham satiriza Bezos novamente em "Bezos II" e depois canta "That Funny Feeling", que descreve imagens incongruentes e o colapso social iminente. Ele tenta falar com o espectador, mas fica confuso e bate em seu equipamento antes de começar a chorar.
Em "All Eyes On Me", Burnham canta para uma faixa pré-gravada para o público: ele revela que se afastou da comédia ao vivo cinco anos antes porque estava sofrendo ataques de pânico no palco; sua saúde mental melhorou o suficiente em janeiro de 2020 para que ele considerasse retornar antes que "a coisa mais engraçada acontecesse". A música instrui o público a se levantar; levantar as mãos; e orar por ele. Irritado com o espectador, ele pega a câmera e dança com ela antes de deixá-la cair no chão.
Depois de realizar suas atividades matinais normais e assistir a imagens da cena anterior em seu laptop, Burnham diz que está "terminado". Um flashback apresenta a música "Goodbye", em que a versão mais jovem e mais velha de Burnham renunciam ao isolamento, com várias letras de músicas anteriores incorporadas. Uma montagem mostra Burnham preparando o ambiente para cada música do especial, antes de cortar para si mesmo, nu sob os holofotes. Depois da música, ele finalmente sai da sala com uma roupa branca, apenas para ser trancado do lado de fora enquanto um público invisível aplaude e ri dele por tentar voltar para dentro. De volta à sala, ele assiste a imagens em seu projetor e começa a sorrir. A música final "Any Day Now" toca nos créditos finais, consistindo em uma melodia despojada e a letra repetida "vai parar a qualquer dia".

## Produção
Inside foi filmado na casa de hóspedes da casa de Los Angeles que Burnham dividia com sua namorada de longa data, a cineasta Lorene Scafaria, antes de se mudarem para uma propriedade diferente alguns meses após o lançamento do especial; a casa de hóspedes também foi usada para filmar o final de Make Happy. Uma listagem da Zillow, um site de listagens imobiliárias dos Estados Unidos, revelou posteriormente que a propriedade foi a mesma usada para filmar A Nightmare on Elm Street (1984). Burnham disse que devido à pandemia de COVID-19, ele trabalhou no especial sozinho, sem equipe ou público. Os outtakes do especial dizem que a filmagem foi feita entre março de 2020 e maio de 2021. Um executivo da Netflix - Robbie Praw - disse que Burnham o contatou "bem no início da pandemia" sobre Inside e enviou-lhe 20 minutos de filmagem no final de 2020.
De acordo com um vazamento fornecido à Bloomberg News em outubro de 2021, a Netflix pagou 3,9 milhões de dólares para Inside e atribuiu-lhe um valor de "eficiência" interna de 2,8, contra uma pontuação básica de 1 para conteúdo que atinge o ponto de equilíbrio; o porta-voz da Netflix que forneceu as estatísticas do Inside e de vários outros programas do serviço de streaming foi posteriormente demitido por divulgar informações confidenciais e "comercialmente sensíveis".

## Lançamento
Burnham anunciou Inside em 28 de abril de 2021, junto com um pequeno trailer que mostrava um Burnham bem-apessoado durante o final de Make Happy, que fez a transição para uma cena de Inside que apresentava seu visual de cabelos compridos e barbudo. Ele também postou no Twitter e no Instagram. Em 21 de maio, ele anunciou que Inside seria lançado no dia 30 de maio. O especial foi lançado sem kit de imprensa ou coleção de stills. Foi exibido em cinemas selecionados nos Estados Unidos entre 22 e 25 de julho de 2021, com alguns cinemas adicionando exibições após o fim de semana inicial.

## Inside (The Songs)
Conforme anunciado em 8 de junho de 2021, as músicas de Inside foram lançadas como Inside (The Songs) em 10 de junho em plataformas de streaming de música através da Republic Records. Inside (The Songs) alcançou o top 10 nos Estados Unidos, Canadá, Dinamarca, Irlanda, Nova Zelândia, Noruega, e Reino Unido. Foi o álbum de comédia americano mais vendido do ano e foi certificado Ouro nos Estados Unidos. Além disso, uma série de músicas individuais das paradas especiais. "All Eyes On Me" se tornou a primeira canção de comédia a entrar nas paradas da Billboard Global 200.

## The Inside Outtakes
Em 30 de maio de 2022, Burnham marcou o primeiro aniversário do especial estreando The Inside Outtakes, de uma hora de duração, no YouTube. Ele anunciou que postaria o vídeo uma hora antes. O vídeo foi editado por Burnham de abril a maio de 2022. Os outtakes também foram lançados na Netflix em 11 de agosto de 2022.
The Inside Outtakes mostra tomadas dos bastidores, versões alternativas de cada música e cena de Inside e informações sobre o processo de produção. Possui 13 músicas novas, incluindo versões alternativas de "All Eyes on Me" e "Look Who's Inside Again", e músicas curtas "Bezos III"; "Bezos IV"; e "Spider". "The Future" contrasta o desejo de Burnham de ter uma filha e meditar efetivamente com sua realidade infeliz. Sua música "Five Years" no estilo Afrobeat comemora um aniversário de relacionamento. "Biden" é sobre sua relutância em votar em Joe Biden nas eleições presidenciais de 2020 nos Estados Unidos . "This Isn't a Joke", com alto uso de autotune, desvia para o tópico da cicatriz de nascimento de Burnham. “The Chicken” dramatiza o cenário da pergunta “por que a galinha atravessou a rua?" Também inclui outro material não utilizado, como um podcast satirizando The Joe Rogan Experience e uma paródia do Universo Cinematográfico Marvel (MCU). O vídeo faz referência ao sistema de publicidade do YouTube, incluindo uma contagem regressiva para anúncios ("Anúncio em 5"), banners da web estilizados para Inside e recomendações de vídeos falsos.
Algumas das cenas evocam músicas ou temas incluídos no especial final - por exemplo, Mitchell Clark do The Verge comparou "The Future" a "Problematic" devido às músicas compartilharem uma melodia semelhante, com ambas as músicas compartilhando temas de depressão e estar preso dentro de casa. Brian Logan, do The Guardian, comentou que embora algumas cenas fossem apenas para fãs de Inside, "parte do material brilha tão intensamente quanto o melhor do original", incluindo o podcast, "Five Years" e "Chicken". Evie Breese, de The Big Issue, embora goste menos de "Chicken", elogiou as músicas dos outtakes por sua "claustrofobia mental", que continua relevante após o fim dos bloqueios.
Matt Wilstein, do The Daily Beast, elogiou que a cena do podcast parecia "mais relevante em 2022", com sua sátira a podcasters como Joe Rogan, que falam "sobre censura enquanto transmitem para dezenas de milhões de ouvintes todos os dias", e momentos irônicos como um anúncio de "Manstuff's Dick Spray" aparecendo quando o podcaster se autodenomina um "filósofo". Da mesma forma, Vivian Kane, de The Mary Sue, elogiou que a cena mostrava que os comediantes anti-"woke" ou anti-"cultura do cancelamento" usam "fanatismo pouco velado ou nada velado" enquanto "exigem reverência". Kane escreveu que "a melhor derrubada possível é essencialmente repetir as próprias palavras e o ethos geral de um fanático literalmente".
Após o especial, uma linha de produtos com o tema da paródia do MCU foi lançada. A página inicial do site e as descrições dos produtos são satíricas, incluindo passagens como "Tudo o que você precisa fazer é o que chamamos de 'COMPRAR' isso que chamamos de 'CONTEÚDO VESTÍVEL' com o que chamamos de 'SEU DINHEIRO'".

## Análise

### Tom e formato
Embora muitas vezes descrito como um especial de comédia, Inside aborda assuntos controversos e sérios, sendo a saúde mental e sua deterioração o tema mais prevalente. Brian Logan, do The Guardian, chamou-o de "comédia Gesamtkunstwerk " - uma obra de arte que combina muitas formas. Tom Power, do TechRadar, escreveu que era uma "comédia-drama" e sua alternância entre material stand-up, música e cenas "fly-on-the-wall" faz com que pareça a combinação de "um documentário e uma atuação no palco". Da mesma forma, em Vulture, Kathryn VanArendonk disse que o especial "anseia ser um concerto" em alguns lugares e em outros aborda estilos "confessionais" ou "jornalísticos". Em contraste, Linda Holmes, crítica da NPR, viu-o "não como um documentário, mas como uma peça de teatro excepcionalmente bem escrita". Algumas partes do especial carecem de humor, enquanto muitas piadas são recebidas com silêncio. Tanto Holmes quanto Rachel Syme, do The New Yorker, analisaram que, da limitada comédia tradicional do especial, as piadas parecem deslocadas: Syme afirmou que elas "se sentem deliberadamente banais e desatualizadas" e Holmes explicou que Burnham sentiu “não faz sentido sem público rir disso”. Há metahumor e imagens de Burnham editando o especial e vendo um de seus vídeos anteriores. Eric Kohn do IndieWire identificou "mudanças tonais estranhas e transições abruptas" entre diferentes seções do especial, e VanArendonk descreveu Burnham como exibindo "energia de performance em um amplo espectro de afetos e humores".
Power sugeriu que o cenário de uma única sala representa a mente de Burnham, explicando que "instrumentos, roupas e equipamentos de gravação espalhados significam os pensamentos desordenados, confusos e opressores com os quais ele tem que lidar diariamente". Por falar no assunto, Jason Zinoman disse no The New York Times que o título tem um duplo significado, referindo-se a Burnham estar dentro de um único quarto, e "também a sua cabeça". Karl Quinn, do The Sydney Morning Herald, escreveu que Inside emprega o cenário limitado "como uma tela para a criatividade", mas o sentimento geral é de "claustrofobia e tédio enjoativo" e até "depressão total". Power afirmou que Burnham "luta com seu confinamento solitário" e "gradualmente perde o controle da realidade"; VanArendonk destacou que o crescimento da barba e do cabelo de Burnham reflete essa trajetória. Escrevendo no The Independent, Isobel Lewis viu que “quanto mais ele se abre, mais intensificado é o artifício” que emprega, e concluiu que este é um método de lidar com o desespero.
Críticos traçaram paralelos com vários outros trabalhos. Uma comédia stand-up de Maria Bamford, "The Special Special Special" (2012), foi filmada em sua casa com seus pais como público, semelhante às restrições de filmagem de Burnham de uma sala e sem público. Staged (2020), uma comédia da televisão britânica ambientada durante a pandemia de COVID-19 no Reino Unido, é estrelada por Michael Sheen e David Tennant como versões ficcionalizadas de si mesmos tentando ensaiar uma peça de teatro apenas por meio de videochamadas durante o lockdown; Allison Shoemaker, do The A.V. Club, disse que tanto Inside quanto Staged apresentavam a vida pandêmica como tendo uma qualidade surreal. Isobel Lewis, do The Independent, disse que Inside é "em grande parte sobre a comédia em si" e explora a "relação complexa de Burnham com seu público", semelhante a Hannah Gadsby em seu stand-up Nanette (2017). Bojalad, de Den of Geek, traçou conexões tonais com A Heartbreaking Work of Staggering Genius (2000), um livro de memórias de Dave Eggers que retrata "a experiência humana confusa e muitas vezes estimulante" através da experiência de Eggers de ter que criar seu irmão mais novo depois que seus pais morreram de câncer. A música "Unpaid Intern" e o vídeo de reação subsequente são semelhantes ao esquete "Pre-Taped Call-In Show" do programa de esquetes de Bob Odenkirk e David Cross, Mr. Show with Bob and David (1995–1998), mas Burnham usa posteriormente o formato recursivo como forma de retratar suas inseguranças. Eric Kohn, do IndieWire, disse que, assim como o filme Eighth Grade de Burnham, o foco está no "fascínio perigoso de fechar o mundo em uma era de distrações sob demanda"; Lewis afirmou que era como alguns dos materiais mais antigos de Burnham, como o videoclipe de "Words, Words, Words" (2010), no "esforço colocado em cada cena que muda rapidamente". Várias outras publicações fizeram comparações do conteúdo lírico e da aparência de Burnham com as do músico Father John Misty.

### Temas
Linda Holmes, da NPR, disse que há limites confusos entre "verdade e ficção" no especial. Em The Daily Beast, Kevin Fallon perguntou: "O que é performance e o que é voyeurístico quando a dor que observamos é quase desconfortavelmente real?" Ele também sugeriu que não ser capaz de distinguir pode ter sido intencional. Matthew Dessem, da Slate, viu o assunto principal como "a relação de Burnham com seu próprio trabalho e a irrelevância desse trabalho em face do colapso global". Sobre este tópico, Kohn descreveu que a "presença maníaca e passiva-agressiva de Burnham na tela sugere que ele se tornou cínico em relação à criação de arte em um mundo que a reduz a puro produto capitalista". Alguns críticos notaram imagens recorrentes de Burnham como Jesus, com longos cabelos despenteados e uma barba crescente. Bojalad analisou o especial como "um artista batendo em seu próprio ego até a morte"; em contraste, Tom Power, do TechRadar, disse que embora Burnham esteja "nos conduzindo através" do trabalho "profundamente pessoal", "é difícil não se ver no lugar de Burnham". Holmes afirmou que é familiar para muitas pessoas que viveram a pandemia que existe um “equilíbrio” entre “dois impulsos”: um para “ficar na cama ... sozinho", e o outro para "criar, manter-se ocupado e fazer piadas".
A performatividade e a relação de Burnham com seu público são fundamentais para o especial. Isso segue Make Happy (2016), em que a música de encerramento "Can't Handle This (Kanye Rant)" refletia sua relação ambivalente com seu público. Após o término da seção de palco de Make Happy, Burnham canta "Are You Happy?" na mesma casa de hospedes usada em Inside e depois sai para se juntar à namorada Lorene Scafaria e ao cachorro no jardim. Dessem comentou que o estilo de filmagem cria "contraste entre as demandas austeras do trabalho criativo e a vida vibrante que acontece lá fora". Power escreveu que Inside é uma "continuação" e "extensão" desses temas de Make Happy. VanArendonk identificou “loops infinitos de desempenho e consumo, preocupando-se com performatividade, autenticidade e produtividade”. Ao longo da cena final, em que Burnham assiste a uma gravação de si mesmo trancado do lado de fora enquanto ainda está na sala, Zinoman viu Inside como "encorajando o ceticismo da performatividade" do "realismo".
A internet é um tópico importante no especial, que retrata explicitamente mídias como grades do Instagram e transmissões ao vivo da Twitch. Zinoman acreditava que era o "assunto dominante", já que a pandemia aumentava a importância da "vida digital", e que Burnham demonstrava um "ceticismo severo" em relação a ela: segundo Zinoman, "os incentivos da web, aqueles que recompensam a indignação, excesso e sentimento" são considerados "os vilões". Bojalad contextualizou Burnham como tendo uma "relação tensa com a tecnologia e as mídias sociais" desde que sua carreira começou com uma série de vídeos no YouTube postados antes que as mídias sociais "se tornassem algo muito mais corporativo e sinistro". Rebecca Reid, do The Daily Telegraph, viu Burnham não como um "demonizador" ou "evangelizador" sobre a internet, mas sim "capturando a tolice, os horrores, o brilho e a futilidade total".

### Canções individuais
Bojalad e Reid analisaram um verso em “White Woman's Instagram” sobre as emoções da personagem sobre a morte de sua mãe. A maior parte da música é "uma melodia satírica sobre todas as imagens superficiais e agressivas que aparecem nas contas básicas de mulheres brancas no Instagram", de acordo com Bojalad. Ele usa um quadro estreito para imitar a tela de um telefone celular - como fez a música anterior "FaceTime With My Mom (Tonight)" - mas conforme a personagem fala sobre a morte de sua mãe, o quadro se expande para o tamanho real. Reid viu isso como um reflexo da vida de um jovem nas redes sociais: "Lixo insípido e fútil ... intercalados com momentos ocasionais de honestidade e observação que quebram fronteiras." Bojalad comentou que o Instagram pode ser performativo e, assim como a performatividade do próprio Burnham, "às vezes o real se esgueira".
Gabrielle Sanchez, do The AV Club, revisou "Problematic". Ela comparou Inside com os primeiros vídeos de Burnham no YouTube e encontrou muitas semelhanças no estilo de performance; no entanto, ele fez "piadas descaradamente sem graça, homofóbicas e misóginas" no início de sua carreira. Sanchez disse que "Problematic" tem um duplo propósito de pedir desculpas por esse conteúdo e satirizar "o atual ciclo de acusações e desculpas de celebridades". Burnham inicialmente usa sua pouca idade como desculpa, mas depois pede desculpas por isso no versículo seguinte: Sanchez argumentou que a mensagem é que "o primeiro passo para ser uma pessoa melhor é reconhecer os erros".

## Recepção

### Resposta crítica
No site agregador de críticas Rotten Tomatoes, 95% das 55 resenhas dos críticos são positivas, com uma classificação média de 9.2/10. O consenso do site diz: "Uma aula claustrofóbica de comédia e introspecção, “Inside” é um especial lindamente sombrio e hilariamente esperançoso de Bo Burnham." No Metacritic, o especial conquistou uma pontuação de 98 de 100 baseada em nove críticas, indicando "aclamação universal". É classificado como o oitavo programa de televisão com melhor classificação no Metacritic e o segundo especial de televisão com melhor classificação. Ele recebeu quatro de cinco estrelas do The Guardian, The Times, e The Sydney Morning Herald. IndieWire deu-lhe uma classificação A−. Adrian Horton, do The Guardian, considerou "All Eyes On Me" uma de suas músicas favoritas de 2021.

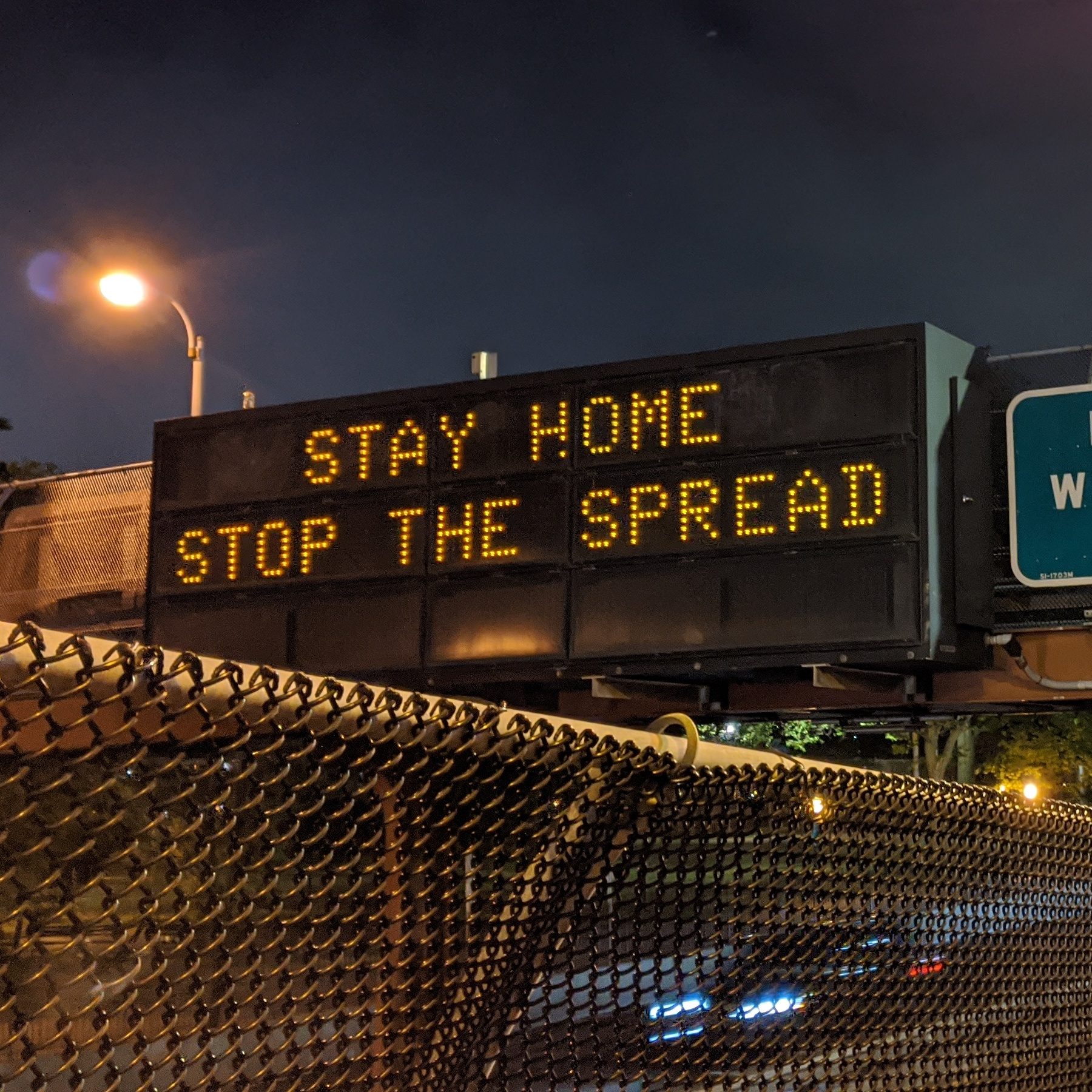
Os críticos elogiaram o especial por retratar com precisão as características da pandemia de COVID-19.

Os críticos elogiaram a apresentação especial da pandemia de COVID-19, que nunca é mencionada nominalmente. Dominic Maxwell, do The Times, chamou-a de "a primeira obra-prima de comédia" da época e Bojalad pensou que poderia ser "uma peça definitiva da arte popular ocidental a surgir" dela. Matthew Dessem, do Slate, escreveu que foi "uma das respostas artísticas mais sinceras ao século 21 até agora" e Quinn considerou que poderia ser "o documento essencial" do período. Kevin Fallon, do The Daily Beast, não gostou de outras mídias feitas ou ambientadas durante a pandemia, mas achou Inside "a pontuação perfeita para o grande experimento de quarentena na TV". Da mesma forma, Allison Shoemaker, do The AV Club, descreveu-o como um de um pequeno número de obras que são um "encapsulamento eficaz e precisamente surreal" da vida pandêmica, e Power o criticou como "culturalmente relevante e tematicamente ressonante". Lewis identificou o seu surrealismo como o que o fez ajustar-se à consciência cultural da pandemia, dizendo que deixava no espectador uma sensação de claustrofobia. Fallon disse que outros programas sobre a pandemia foram "indulgentes, paternalistas ou, em sua maioria, sem sentido", mas Inside tem "uma autenticidade em sua abordagem muito íntima e muito pessoal". Alec Bojalad, de Den of Geek, argumentou ainda que o filme tem uma "qualidade atemporal". Rachel Syme, do The New Yorker, viu-o retratando especificamente a experiência "desamarrada, conectada, eufórica e apática" de estar online durante a pandemia com "uma clareza frenética e hábil". Devido às restrições práticas de Burnham, Jason Zinoman, do The New York Times, acreditava que isso evidenciava que as limitações são a melhor forma de inspiração.
Burnham foi aclamado pela crítica por seu cinema e atuação. Power viu Inside “único em sua abordagem, conteúdo e subjetividade”. Kathryn VanArendonk, do Vulture, elogiou a direção, escrita e atuação de Burnham e Bojalad o descreveu como o melhor trabalho da carreira de Burnham até o momento. Fallon disse que as "habilidades camaleônicas" de Burnham fazem o trabalho especial, enquanto Shoemaker avaliou a produção do filme como "inerente e maravilhosamente teatral" e a atuação como vulnerável. Lewis descobriu que a comédia e as emoções de Burnham eram identificáveis. Zinoman comentou que Burnham antecipou possíveis críticas ao programa como "indulgentemente superaquecido" com diálogos como "A autoconsciência não absolve ninguém de nada".
De acordo com Zinoman, Burnham utilizou facetas da cinematografia que são ignoradas por outros comediantes. Power resumiu que o ângulo e o alcance das tomadas, a edição e as transições de cena e os efeitos de iluminação se combinam para evocar "um sonho febril". Kohn viu o especial como um "humor negro perfeito" a partir de sua musicalidade e visual. Tanto Kohn quanto Shoemaker compararam Inside favoravelmente à Eighth Grade, com Kohn dizendo que era "um meio-termo feliz entre a natureza boba e estranha de sua presença no palco e os instintos avançados de contar histórias evidentes na Eighth Grade", e Shoemaker opinando que combinava "a notável habilidade cinematográfica" do filme com "suas habituais músicas pop cômicas".
Zinoman elogiou Burnham por apresentar uma variedade maior de estilos musicais do que seus especiais anteriores, incluindo bebop, synth-pop e músicas de show, além de se tornar "tão meticuloso e criativo com seu vocabulário visual quanto com sua linguagem". Power escreveu que as músicas passam rapidamente de emoção em emoção e farão o espectador "rir em um minuto e experimentar uma crise existencial no minuto seguinte". Muitos críticos escolheram canções para elogios. Bojalad notou um verso em "White Woman's Instagram" sobre a mãe do personagem morrendo como sendo o "momento mais notável de bondade humana e empatia" de Inside, vivenciando-o como uma cena inesperada que o acompanhou desde que assistiu. Zinoman elogiou a mesma música como "visualmente precisa e hilária". Além disso, Kohn elogiou "How the World Works" como particularmente forte, e Holmes elogiou "Welcome to the Internet" como "uma das melhores execuções" da "selvageria" de estar online.

### Elogios
Burnham se tornou a primeira pessoa a ganhar três Emmy Awards individualmente (não compartilhados com outra pessoa) em um único ano: direção, roteiro e direção musical.
Depois de ser considerado inelegível para a categoria de Melhor Álbum de Comédia, Inside foi inscrito no Grammy Awards de Melhor Trilha Sonora de Compilação para Mídia Visual.
| Prêmio                            | Data da cerimônia       | Categoria                                                                                                 | Recebedor(es)                                      | Resultado | Ref(s)        |
| --------------------------------- | ----------------------- | --- | -------------------------------------------------- | --------- | ------------- |
| Cinema Audio Society Awards       | 19 de março de 2022     | Outstanding Achievement in Sound Mixing for Television Non Fiction, Variety or Music – Series or Specials | Bo Burnham e Joel Dougherty                        | Indicado  | [ 68 ]        |
| Cinema Eye Honors                 | 1 de março de 2022      | Heterodox Award                                                                                           | Bo Burnham                                         | Indicado  | [ 69 ]        |
| Critics' Choice Television Awards | 13 de março de 2022     | Best Comedy Special                                                                                       | Bo Burnham: Inside                                 | Venceu    | [ 70 ]        |
| Directors Guild of America Awards | 12 de março de 2022     | Outstanding Directorial Achievement in Variety/Talk/News/Sports – Specials                                | Bo Burnham                                         | Indicado  | [ 71 ]        |
| Eddie Awards                      | 5 de março de 2022      | Best Edited Variety Talk/Sketch Show or Special                                                           | Bo Burnham                                         | Venceu    | [ 72 ] [ 73 ] |
| Grammy Awards                     | 3 de abril de 2022      | Best Music Film                                                                                           | Bo Burnham e Josh Senior                           | Indicado  | [ 74 ] [ 75 ] |
| Grammy Awards                     | 3 de abril de 2022      | Best Song Written for Visual Media                                                                        | Bo Burnham (pela canção "All Eyes on Me")          | Venceu    | [ 74 ] [ 75 ] |
| Hollywood Critics Association     | 29 de agosto de 2021    | Best Streaming Sketch Series, Variety Series, Talk Show, or Comedy/Variety Special                        | Bo Burnham: Inside                                 | Venceu    | [ 76 ]        |
| Hollywood Critics Association     | 29 de agosto de 2021    | Honorary Virtuoso Award                                                                                   | Bo Burnham                                         | Venceu    | [ 76 ]        |
| Hollywood Critics Association     | 13–14 de agosto de 2022 | Best Comedy or Standup Special                                                                            | Bo Burnham: The Inside Outtakes                    | Indicado  | [ 77 ]        |
| Libera Awards                     | 16 de junho de 2022     | Best Outlier Record                                                                                       | Inside (The Songs)                                 | Indicado  | [ 78 ]        |
| Hollywood Music in Media Awards   | 17 de novembro de 2021  | Best Original Song – TV Show/Limited Series                                                               | Bo Burnham (pela canção "Welcome to the Internet") | Indicado  | [ 79 ] [ 80 ] |
| Hollywood Music in Media Awards   | 17 de novembro de 2021  | Live Concert for a Visual Medium                                                                          | Bo Burnham                                         | Venceu    | [ 79 ] [ 80 ] |
| Peabody Awards                    | 6–9 de junho de 2022    | Entertainment                                                                                             | Bo Burnham: Inside                                 | Venceu    | [ 81 ] [ 82 ] |
| Primetime Emmy Awards             | 11 de setembro de 2021  | Outstanding Picture Editing for Variety Programming                                                       | Bo Burnham                                         | Indicado  | [ 83 ] [ 84 ] |
| Primetime Emmy Awards             | 12 de setembro de 2021  | Outstanding Directing for a Variety Special                                                               | Bo Burnham                                         | Venceu    | [ 83 ] [ 84 ] |
| Primetime Emmy Awards             | 12 de setembro de 2021  | Outstanding Writing for a Variety Special                                                                 | Bo Burnham                                         | Venceu    | [ 83 ] [ 84 ] |
| Primetime Emmy Awards             | 12 de setembro de 2021  | Outstanding Music Direction                                                                               | Bo Burnham                                         | Venceu    | [ 83 ] [ 84 ] |
| Primetime Emmy Awards             | 12 de setembro de 2021  | Outstanding Original Music and Lyrics                                                                     | Bo Burnham (pela canção "Comedy")                  | Indicado  | [ 83 ] [ 84 ] |
| Primetime Emmy Awards             | 19 de setembro de 2021  | Outstanding Variety Special (Pre-Recorded)                                                                | Bo Burnham e Josh Senior                           | Indicado  | [ 83 ] [ 84 ] |
| Rose d'Or                         | 29 de novembro de 2021  | Comedy | Bo Burnham: Inside                                 | Venceu    | [ 85 ]        |
| TCA Awards                        | 15 de setembro de 2021  | Outstanding Achievement in Movies, Miniseries and Specials                                                | Bo Burnham: Inside                                 | Indicado  | [ 86 ]        |
| TCA Awards                        | 15 de setembro de 2021  | Individual Achievement in Comedy                                                                          | Bo Burnham                                         | Indicado  | [ 86 ]        |